# Мандрівні сюжети
Мандрівні́ сюже́ти (або блука́ючі сюжети, нім. wandergeschichten) — фольклорні та літературні запозичення мотивів у міфах, казках, піснях, пам'ятках писемності, які переходять від одного народу до іншого під час контактів між ними і змінюють свій художній образ залежно від нового середовища, але залишаючи основу твору. Термін виник серед представників порівняльно-історичної школи через заперечення поглядів міфологічної школи, дослідження якої спрямовані на пошук так званого «праміфу», як джерела. «Мандрівний сюжет» є центральним поняттям міграційної школи, хоча застосовується не лише її представниками.

## Походження терміна

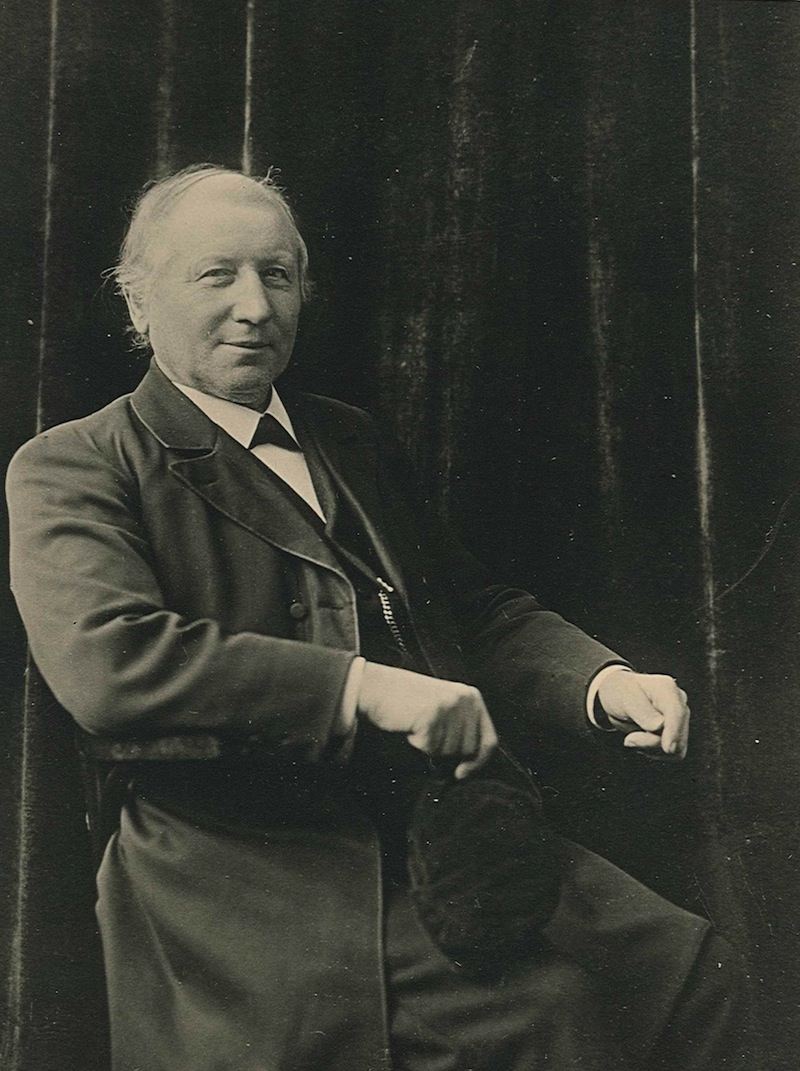
Теодор Бенфей

Дослідження мандрівних сюжетів започатковано німецьким філологом і санскритологом Теодором Бенфеєм, перекладачем із санскриту на німецьку мову «Самаведи» та «Панчатантри». Його порівняльно-історичне дослідження найдавнішої зі збережених збірок індійських байок «Панчатантра» довело подібність наративів народів індоєвропейської мовної сім'ї. Бенфей встановив схожість фабул родинного, родового життя, історій взаємин вождя та племені (народу), завойовників і завойованих, багатих і бідних тощо.
З другої половини XIX століття це поняття використовували в своїх роботах велика кількість етнографів і літературознавців, яких прийнято називати представниками так званої «міграційної школи» чи «школи запозичення» (також відомої як «теорія мандрівних сюжетів», «компаративістська школа» або «індійська теорія» від нім. Indische theorie). Серед них: німецькі дослідники Келлер, Мюллер, Ландау (автор праці «Джерела Декамерону»), Больте і чеський дослідник Полівка (обоє автори «Нотатки до дитячих і родинних казок братів Грімм»), французький дослідник Коскін (автор «Народні казки Лорені»), шотландський дослідник Клаустон (автор «Народні казки та вигадки, їх вандрівки та переміни»), італійські дослідники Д'Анкона (автор «Попередники Данте») і Компаретті (разом з попереднім — автор 8-томної праці «Розповіді та історії італійського народу») тощо. Методологічну основу цієї школи дали праці Лібрехта, Міллера, Стасова. Типологічна подібність між ними, зафіксована шляхом детермінованих порівняльно-історичних зіставлень, спонукала до висновку про взаємовпливи культур, фольклору та літератур під час переселень народів.
Міграційна школа в її первинному вигляді вважається неактуальною. Критики цієї теорії звинувачували її представників в надмірній впливології та відкиданні самобутності міфу та фольклору будь-якого етносу. Засновник міграційної школи Бенфей розглядав Індію, як єдиний центр, звідки усі фольклорні сюжети розійшлися світом і вважав, що переважна більшість народних казок походить з буддизму. Попри відкидання теорії мандрівних сюжетів Бенфея його новаторська концепція виявилися цінним внеском у порівняльне літературознавство.

## Додаткова література
- Традиційні сюжети та образи // Лексикон загального та порівняльного літературознавства / голова ред. А. Волков. — Чернівці : Золоті литаври, 2001. — С. 572. — 634 с.